# Le Mesnil-Durdent
Le Mesnil-Durdent is een gemeente in het Franse departement Seine-Maritime (regio Normandië) en telt 22 inwoners (2009). De plaats maakt deel uit van het arrondissement Dieppe.

## Geografie
De oppervlakte van Le Mesnil-Durdent bedraagt 1,3 km², de bevolkingsdichtheid is dus 16,9 inwoners per km².
De onderstaande kaart toont de ligging van Le Mesnil-Durdent met de belangrijkste infrastructuur en aangrenzende gemeenten.

## Demografie
Onderstaande figuur toont het verloop van het inwonertal (bron: INSEE-tellingen).